# Gerhard E. Winkler
Gerhard Eduard Winkler (geboren am 14. Oktober 1959 in Salzburg) ist ein österreichischer Komponist.

## Leben und Werk
Gerhard E. Winkler studierte in den Jahren von 1974 bis 1980 an der Universität Mozarteum Salzburg Komposition bei Helmut Eder. Von 1978 bis 1986 studierte er an der Universität Salzburg und an der Universität Wien Musikwissenschaft, Philosophie und Psychologie. Im Jahr 1980 schloss sich ein Studium in Komposition bei Erich Urbanner an der Universität für Musik und darstellende Kunst Wien an. Im Jahr 1980 legte er am Mozarteum Salzburg sein Diplom ab, im Jahr 1986 wurde er an der Universität Salzburg mit der Dissertation über den polnischen Komponisten Krzysztof Penderecki und die Klangkomposition im 20. Jahrhundert zum Dr. phil. promoviert.
In den Jahren 1993 und 1995/96 absolvierte Winkler einen Studien-, später einen Arbeitsaufenthalt am IRCAM im Centre Pompidou in Paris. In den Jahren 1994/95 war er Gastkünstler am Zentrum für Kunst und Medientechnologie (ZKM) in Karlsruhe. Mehrfach arbeitete er mit dem Experimentalstudio des SWR in Freiburg i. B. zusammen. Im Jahr 1999 war er Gastkünstler am Music-Department der University of California, San Diego. Seit den 1990er Jahren arbeitet er als freischaffender Komponist. Er entwickelte Realtime-Scores und befasste sich mit interaktiven Computer-Environments für Musiker. Dieser Erfahrungen nutzte er in der Folge auch für partiturgebundenen Arbeiten.
Im Jahr 2014 begann die Arbeit am Anamorphe-Zyklus. Seine Werke wurden und werden bei Wien Modern, beim Musikprotokoll im Rahmen des steirischen herbsts und bei den Salzburger Festspiele aufgeführt, weiters bei den Donaueschinger Musiktagen, der Münchener Biennale, wo 2002 die interaktive Oper Heptameron zur Aufführung gelangte, bei IRCAM in Paris und in zahlreichen Konzertsälen Europas. Im Jahr 2021 präsentierte das Radiosinfonieorchester Wien beim Beethovenfest in Bonn sein Werk B-Beben (Anamorph XVII) für Orchester. Es dirigierte Michael Boder. Die Uraufführung des Werkes hatte 2020 in Wien stattgefunden, dirigiert von John Storgards. Es war das letzte Konzert vor dem Lockdown. Die geplante Tournee nach Korea und China musste COVID-19-bedingt abgesagt werden. Der Komponist über seine Arbeit:

„Dem […] Stück liegt eine physikalische Erdbeben-Simulation zugrunde, die den Einsatz der diversen Formelemente steuert.“

## Auszeichnungen (Auswahl)
- 1984: Staatsstipendium für Komposition Republik Österreich[2]
- 1990: Erste Bank Kompositionspreis[4]
- 2016: Großer Kunstpreis für Musik des Landes Salzburg[5]
- 2019: Staatsstipendium für Komposition Republik Österreich[2]

## Werke (Auswahl)

### Ensemblemusik
- Al-kimiya, Streichquartett Nr. 1 – Quartett für zwei Violinen, Viola und Violoncello (1986)[6]
- … in den Tag … – Sextett für drei Perkussion, Oboe, Klavier und Violoncello mit Solostimme Alt nach Texten von Christa Wolf (1987–1988)[6]
- Außenhäute (Les arbres II) – Quartett für Es-Klarinette, Baritonsaxophon, Violine und Violoncello (1989)[6]
- Zwischenwelten – Sextett für Altflöte, Bassklarinette, Horn, Perkussion, Akkordeon und Viola (1990–1991)[6]
- Der Graue Block – 13 Capricci für 1–13 Spielerinnen (1992/2003)[6]
- Schutzräume (Les arbres IVa) – Oktett für Flöte, Klarinette, Saxophon, Perkussion, Violine, Viola, Violoncello und Kontrabass (1994)[6]
- Gefälschte Wienerlieder – Sextett für Flöte, Klarinette, Posaune, Violine, Violoncello und Kontrabass (2001–2006)[6]
- trinitas per tre – Trio für Violine, Viola und Violoncello mit Solostimme (2004)[6]
- Giannozzo-Songs I – Trio für Saxophon, Klavier und Elektrische Gitarre mit Solostimme nach Texten von Gerhard E. Winkler und Jean Paul (2007–2008)[6]
- Plankton / Ondine – Les abres VIIa, Quartett für Flöte, Klarinette, Violine und Violoncello (2009)[6]
- Liebes-Lied (Lied ohne Wort I) – Oktett für Flöte, Oboe, Klarinette, Perkussion, Klavier, Violine, Viola und Violoncello (2010)[6]
- Streichquartett Nr. 3 „Sehnen“ – Quartett für zwei Violinen, Viola und Violoncello (2010–2012)[6]
- Song-Line (Lied ohne Worte II) – Oktett für Flöte, Klarinette, Posaune, Klavier, Violine, Viola und Violoncello (2011–2012)[6]
- L’eco delle Furie (Les abres VIIc) – Oktett Flöte, Oboe, Klarinette, Perkussion, Klavier, Violine, Viola und Violoncello (2011–2012)[6]
- Stimmen-Hören (Lied ohne Worte III) – Oktett Flöte, Oboe, Klarinette, Perkussion, Klavier, Violine, Viola und Violoncello (2012)[6]
- Laut-Los (Lied ohne Worte IV) – Oktett für Flöte, Oboe, Bassklarinette, Perkussion, Klavier, Violine, Viola und Violoncello (2014)[6]
- Anamorph IX (Frostblues zur Winterreise) – für Gitarrenquartett und Solostimme Sopran (2016)[6]

### Elektronische Musik
- Mesokosmos III – Trio für Synthesizer und 3 Moments radiaux (1990/1992)[6]
- Orte I-XXXIII – für elektronische Klänge (1992–1993)[6]
- emergent – für Ensemble (13 Spieler), computergesteuerten Synthesizer und live-elektronische Klangumformung (1993)[6]
- entrop (Interaktive Trilogie Teil III) – für Englischhorn, tiefe Frauenstimme und interaktive Live-Elektronik (1994–1998)[6]
- Hybrid II (NetWorks) – für Viola und interaktive Live-Elektronik (1996/2001)[6]
- Um- |Mit| - Welten (Les Arbres IVb) – für Saxophon, Klavier, Schlagzeug und interaktive Elektronik (1996)[6]
- Hybrid III (Clumps) – für Kontrabass und interaktive Live-Elektronik (1996–1997/2001)[6]
- Hybrid V (MorphoOhrenics) – für Frauenstimme, Real-Time-Score und interaktive Live-Elektronik und (optionale) Videoprojektionen (2000)[6]
- Twins (Les arbres Va) – für arabische Ud, E-Violine, Ensemble, Real-Time-Scores und interaktive Live-Elektronik (2001–2002)[6]
- Hybrid VII (FractuReflex) – für Akkordeon, Real-Time-Score und interaktive Live-Elektronik (2003)[6]
- Bikini. Atoll (Les abres VIIb) – für Klarinette(n), Klavier, Percussion und interaktive Live-Elektronik (2009)[6]
- Hybrid VIII (PiAnimaux) – für Live-Klavier, computergesteuerten MIDI-Flügel, Realtime-Score und interaktives Environment (2010)[6]
- Black Mirrors II (HerzStück) – für Klavier 4-händig und Lautsprecher (2011–2012/2017)[6]
- Black Mirrors I (NachtStück) – für Violine und Live-Elektronik (2012–2013)[6]
- Black Mirrors III (PhantasieStück) – für Klarinette und interaktive Live-Elektronik (2013)[6]

### Solomusik
- Bewegungsetüden – Solostücke in teilweise variabler Besetzung (1973–1974/1991)[6]
- zitternd (ein nucleus) (Les arbres I) – Solo für Violine (1989)[6]
- Pièces fluides I – Musique moleculaire, 4 Stücke für Klavier solo (2011)[6]
- Anamorph III (Dreigroschenbach) – 3 Stücke für Orgel solo (2014–2016)[6]
- Mundbogenrelikte (Anamorph XII) – Choreographische Studien für Harfe Solo und Hiphop-Interventionen (2017)[6]